# Cselgáncs

A „dzsúdó” szó japánul

A cselgáncs vagy dzsúdó (japánul 柔道, nyugaton jūdō vagy jiu-do) a 19. század végén kialakult japán küzdősport. Jellemzői a test-test elleni harc, az ellenfél földre dobása, gáncsolása, földön való leszorítása, karjának feszítése, illetve az ellenfél fojtó fogással való ártalmatlanná tétele.
A dzsúdót Kano Dzsigoró alapította a hagyományos japán harcművészetek, elsősorban a jiu-jitsu elemeiből. Célja nemcsak a testi erő fejlesztése volt, hanem a szellemi és erkölcsi nevelés is. A dzsúdó szó jelentése: „a lágy út” – ami azt fejezi ki, hogy a technika, az egyensúly és az ellenfél erejének kihasználása fontosabb, mint a nyers erő.
A cselgáncsot világszerte űzik, és olimpiai sportág is, amelyben nők és férfiak egyaránt versenyeznek súlycsoportok szerint. A sportág fejleszti az erőt, gyorsaságot, állóképességet és koncentrációt, miközben nagy hangsúlyt fektet a fegyelemre, tiszteletre és önkontrollra.
A dzsúdó gyakorlása során a sportolók védőruhát, azaz dzsúdógit viselnek, és a tudásszintjüket övrendszer jelzi. Kezdő szinten fehér övvel indulnak, és tapasztalat, edzés és vizsga alapján haladnak a magasabb fokozatok felé.

## Neve eredete
A dzsú (柔) szócska – Kanó megfogalmazása szerint – annyit jelent mint „természetesnek lenni”, „észszerűen”, tehát a természet igazságainak, törvényszerűségeinek megfelelően viselkedni, ezekkel összhangban cselekedni.
A dó (道) viszont egy „tökéletesített módszert”, „szellemi utat” jelent; szemben a dzsucuval (術), amely csupán „fizikai művészetet” jelöl. Japánban a dó ’út’ szócskával más harcművészeteket és „utakat” is jelölnek, lásd például a kendó (剣道, a kard útja), csadó vagy szadó (茶道, a tea útja) vagy akár a sodó (書道, kalligráfia).
A dzsúdó tehát magyarul annyit jelent, hogy „lágy út”.

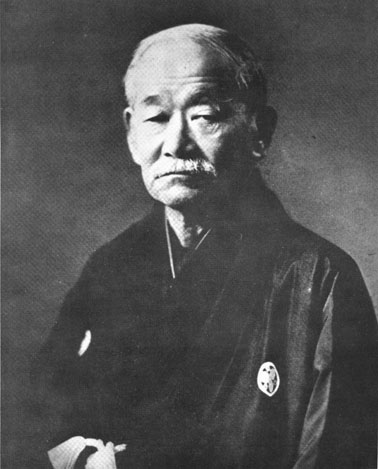
Kanó Dzsigoró

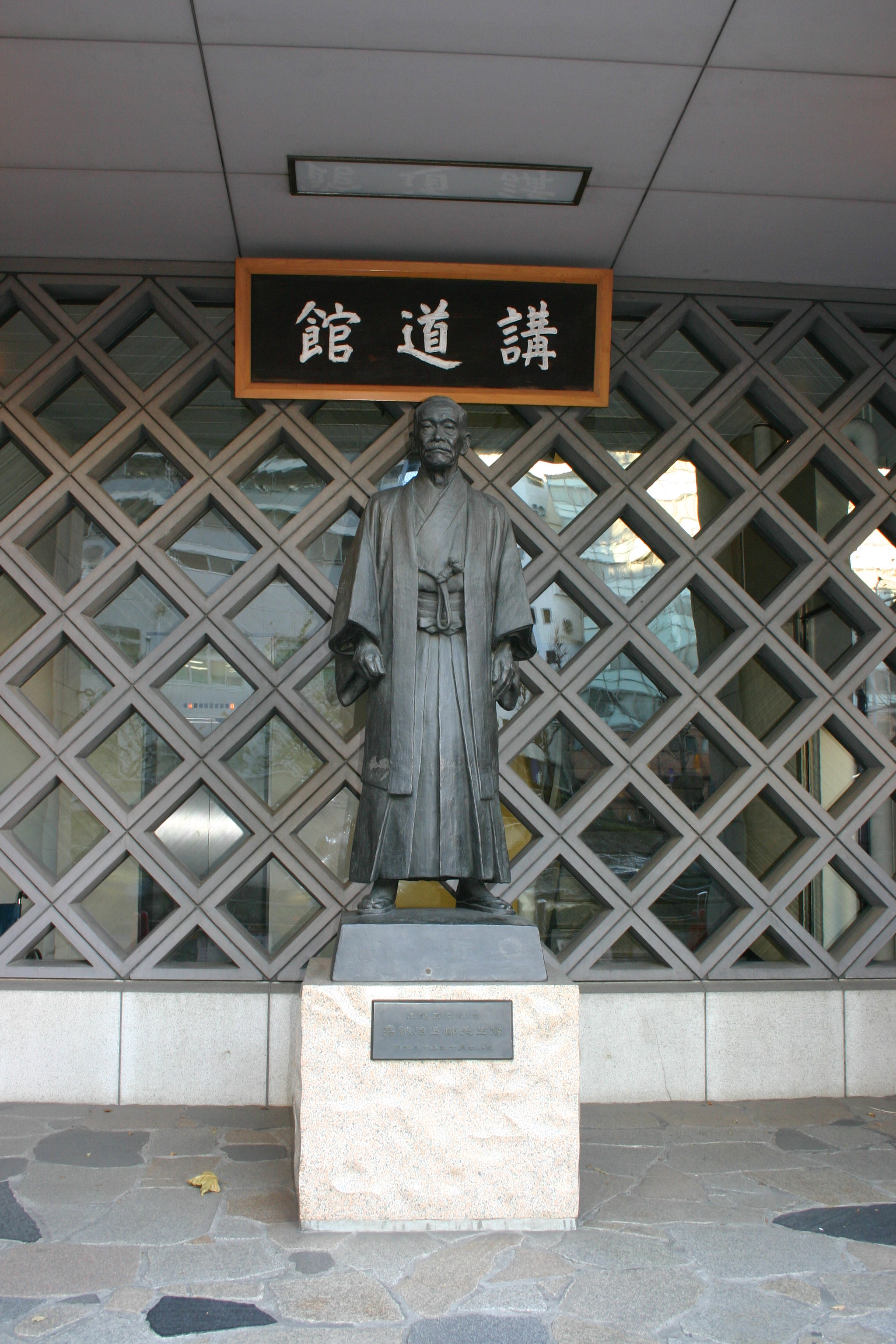
Kanó Dzsigoró emlékműve

## A dzsúdó története

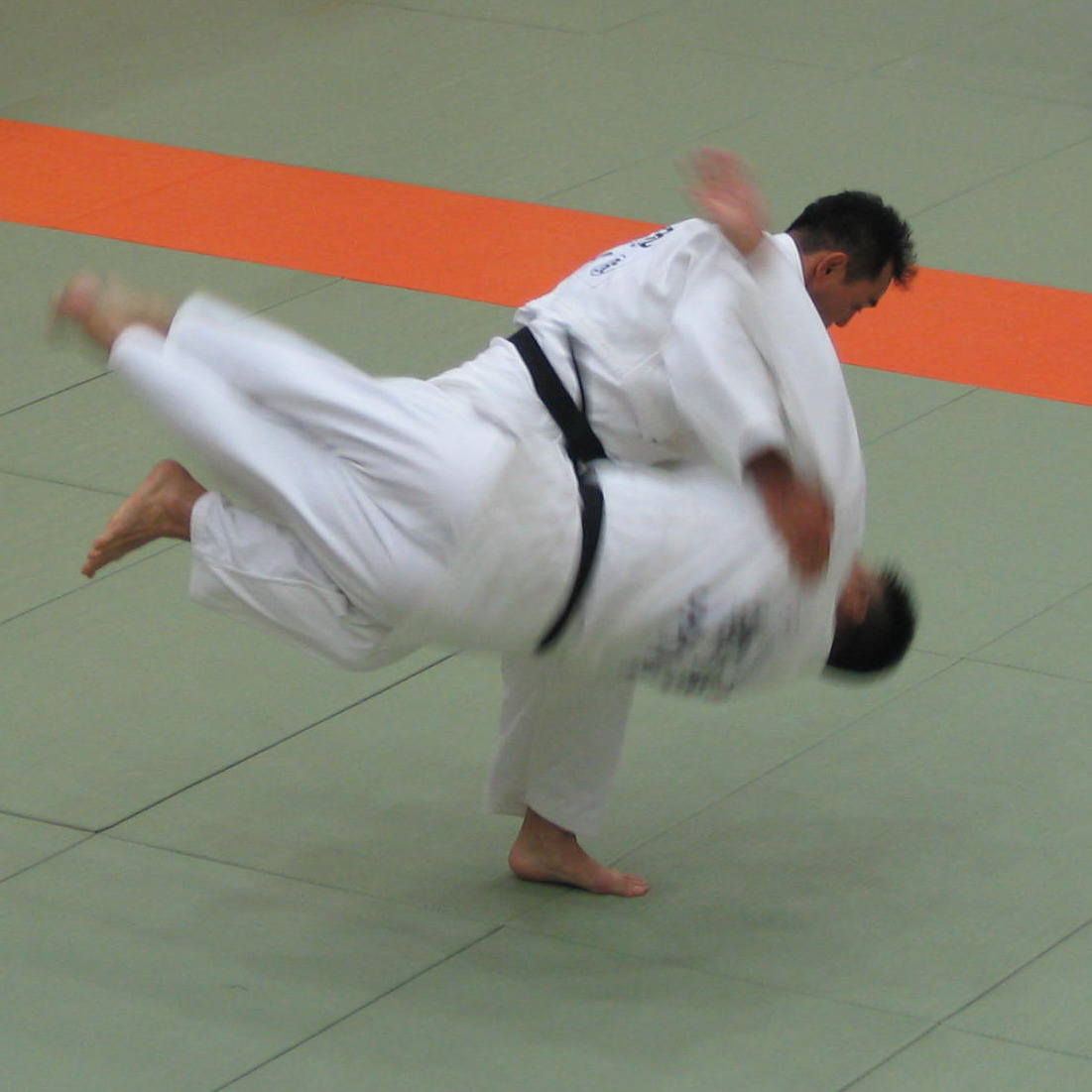
Cselgáncsozók

1882-ben egy 22 éves fiatalember, Kanó Dzsigoró (嘉納 治五郎, Hepburn: Kanō Jigorō) (1860–1938), többdanos dzsúdzsucu mester, az addigi harcművészeti ismeretei (Kitō-ryū, Tenshinshin'yō-ryū jūjutsu) alapján alkotta meg a ma dzsúdóként ismert küzdősportot. 
Japánban a dzsúdzsucu több száz éves múltra visszatekintő harci művészet volt. A régi szamurájok teljes harctechnikai anyagát tartalmazta, a dobásoktól a kardkezelési eljárásokig, és minderre kiképezte a harcosokat. Dzsigoró Kanó az akkor még élő legnagyobb mesterektől, például Fukuda Hacsinoszukétől, Iszo Maszatomotól tanulhatott.
Az akkori császársági rendszer – amelyet ma Meidzsi-kornak hívunk –  háttérbe szorította a régi szamurájok harcművészeteit, melyek évszázadokon keresztül meghatározták Japán egész társadalmi és szellemi értékét. Kanó Dzsigoró látta, hogy a régi japán szamurájok szellemében nem lehet tovább élni a modern Japánban, de kellenek olyan sportok, amelyekkel a gyerekek veszély nélkül kipróbálhatják erejüket, és kemény fegyelemre nevelhetők.
Mielőtt Kanó Dzsigoró megalkotta a dzsúdót (1882), még nem létezett kyú/dan besorolás. A mesterek titokként kezelték tudásukat, és csak a kiválasztottaknak adtak teljes jogú felhatalmazást (mokuroku) a tanításra. Az újdonsült mesternek sokáig fizetnie kellett a tanítványok után, s ez többször elég mély konfliktust eredményezett az új és régi mester között. Hasonló vita bontakozott ki a Daitó rjú (大東流合気柔術, Hepburn: Daitō-ryū Jūjutsu) nagymestere Takeda Szókaku (武田 惣角, Hepburn: Takeda Sōkaku) (1860–1943) és Uesiba Morihei (植芝 盛平, Ueshiba Morihei) között, amikor Takeda minden daitó rjú tanítvány után pénzt követelt. Kanó 1883-ban Cunetosi Iikubo (Tsunetoshi Iikubo) (1835–1889) Kitó-rjú (起倒流 Kitō-ryū) mestertől már megkapta ezt a jogot. A dzsúdó megalapítója megszakította ezt a több évszázados hagyományt, és 1884-ben létrehozta új kjú/dan rendszerét, amelyet a japán középiskolai sportból vett át. Itt az úszóversenyeken a haladó sportolók fekete övet kötöttek a derekukra – „a kezdeti szakaszban három alapszintet (kjú) és három haladó szintet (dan) különböztettek meg. A növendékek közül Tomita Cunedzsiró (富田 常次郎, Tomita Tsunejirō) (1865–1937) és Szajgó Siró (西郷四郎 Saigō Shirō) (1866–1922) voltak az elsők, akik a sodan /1. dan/ rangot megkapták.” részlet John Stevens három Budo Mester c. könyvéből /Hunor kiskönyvtár, 1999/. Bár ekkoriban még nem tettek a Kodokanon különbséget a júdansa (有段者) /fekete övet viselők/ és a mudansha (無段者) /még nem fekete övesek/ képviselői között.
A judo magyar csapat világbajnokságon 26 érmet szerzett, az első dobogós hely Varga Imre érdeme (+95 kg, 1979, Párizs), az első aranyérmet Kovács Antal érte el (95 kg, 1993, Hamilton).
A dzsúdó ma már olimpiai sportág, magyar színekben 2024-ig egy aranyérem született: Kovács Antal (1992, Barcelona), összesen 10 dobogós hely mellett.

## Rangjelzések és öltözet

### A dzsúdóruha
A dzsúdó-gi (柔道着, Hepburn: judogi) a hivatalos dzsúdóruha, mely az alábbiaknak felel meg
Erős pamut- vagy hasonló anyagból kell készülnie, nem lehet olyan anyagból, amelynek keménysége, síkossága vagy vastagsága akadályozza azt, hogy az ellenfél megfogja. Kék, fehér vagy majdnem fehér színűnek kell lennie.  A versenyzők nevüket viselhetik az övükön, a kabát elülső részén alul és a nadrág elülső részén felül,  Továbbá a név vagy rövidítés viselhető (nyomtatott vagy hímzett formában) a kabát hátán úgy, hogy ez ne akadályozza az ellenfelet a fogás felvételében (a háton). 
A kabát legyen elég hosszú ahhoz, hogy érjen legalább az öklökig a test két oldalán teljesen kinyújtva leengedett karoknál. A kabát legyen elég bő (széles) ahhoz, hogy körülérje a mellkast – a lengőbordáknál legalább 20 cm-es átfedéssel. A kabátujj érjen legalább a csuklóízület fölött 5 cm-ig, legfeljebb a csuklóízületig. Egy 10–15 cm-es résnek kell lenni a kabátujj és a kar között (beleértve a bandázst is) a kabátujj teljes hosszában. A hajtókának és a gallérnak 1 cm vastagnak és 5 cm szélesnek kell lenni. A nadrág legyen díszítéstől mentes  elég hosszú, hogy eltakarja a lábakat, érjen legalább a bokaízület felett 5 cm-ig, legfeljebb a bokaízületig. Egy 10–15 cm-es résnek kell lennie a nadrágszár és a láb között (beleértve a bandázst) a nadrág teljes hosszában.
A kabát összefogására egy 4–5 cm széles övet kell viselni, olyan színben, amely megegyezik a versenyző övfokozatával. Az övet deréknál kell megkötni négyszögletes kötéssel, elég szorosan ahhoz, hogy meggátolja a kabát alsó részének könnyű kicsúszását. Az övet kétszer kell a derék körül tekerni, és a négyszögletes kötés mindkét oldalán 20–30 cm-es övszakasznak kell lógnia.

### Dzsúdó tudásszintek
Kanó 1907-ben létrehozta a maihoz hasonló dzsudógit és övet /obi,　帯/. Az övszínek még mindig csak fekete és fehér voltak /a fehér szín az ősidőktől fogva az ártatlanság egyszerűség jelképe Japánban/. Majd a fekete után a fehér-vörös /7.-8. dan/ és a vörös övet /9.-10. dan/ is bevezették a Kodokanon a magasabb fokozatok jelölésére. Kanó és dzsúdó alapítója szinte egész életében csak fehér övet viselt, de a Japán nagymesterek /7–10. dan/ is csak ritkán ünnepi alkalmakkor viselik ezeket, az eltérő színeket. A Japán történelem folyamán a piros és fehér szín általában a szemben álló harcoló feleket különböztette meg: Így volt az a Gempei háborúban is, ahol az egyik oldalon enji csapatok a fehér zászlót, a Heike a vöröset használta csapatainak jelölésére. Az 1920-as években több más harcművészetben /Kendó (剣道), Karate-dó　空手道 /az Aikidónak (合気道) ekkor még nem volt teljesen kialakult formája/ / is bevezettek a Kjú/dan rendszert.

#### Kyu(級, kyū)fokozatok
- 10-6. kyu: Fehér öv (legalacsonyabb kju-övfokozat)
- 5.kyu: Citromsárga öv
- 4. kyu: Narancssárga öv
- 3. kyu: Zöld öv
- 2. kyu: Kék öv
- 1. kyu: Barna öv (legmagasabb kyu-övfokozat)

Kodokan Judo megteremtése előtt nem létezett a maihoz hasonló övszín szerinti megkülönböztetés a hagyományos harcművészetek gyakorlói között /lásd még dan (段)/. Japánban 1907-re kialakul a maihoz hasonló öv /obi 帯/ és a judogi /dzsúdó ruha/. Kawaishi mester a francia dzsúdó megalapítója alakította ki ezt az övszín rendszert. Franciaországban ezt azért hozta létre, hogy az európai ember érzékelni tudja a folyamatos fejlődést a JUDOban.

#### Dan fokozatok
Az 1–10. dan a harcművészetben való jártasság (emelkedő) szintjét fejezi ki. A dan kandzsija (段) azt jelenti, hogy „sziklába vájt lépcső”, ami arra utal, hogy (a legfölső kivételével, amit manapság már nem adományoznak) minden egyes szint fölött újabb, erőfeszítéssel elérendő szint áll. A közhiedelemmel ellentétben nem minden dan-fokozat mesterfokozat. A sodan (1. dan) (初段, Hepburn: Shodan) jelentése: kezdő fokozat, és a haladó, komoly tanulmányok elkezdését fejezi ki.
A dan-fokozatok között megtalálhatóak kezdetben a sima, fekete övek, majd a fehér-piros csíkozott öv és végül a piros öv, mely a legjártasabb dzsúdósok övszíne.

## Technikák

### Küzdelmi technikák
- Állásharc : tacsi-vaza (立ち技)
- Földharc : ne-vaza (寝技)
- Dobások : nage-vaza (投げ技)
- Állások : siszei (姿勢)
- Megfogások : kumikata (組み方)
- Esések : ukemi-vaza (受け身技)

### Dobások csoportosítása
- Kézdobások : te-vaza (手技)
- Csípődobások : kosi-vaza (腰技)
- Lábdobások : asi-vaza (足技)
- Hátravetődés : ma-szutemi-vaza (真捨身技)
- Oldalra vetődés : joko-szutemi-vaza (横捨身技)

### Speciális csoportosítás
Go-kjó (五教, 5 tanítás) rendszer : 5 × 8 dobás, fokozódó nehézséggel, illetve a történeti kialakulás szerinti csoportosítva.

### Földharctechnikák csoportosítása
- Leszorítások : oszae-vaza (抑え技)
- Fojtások : sime-vaza (絞め技)
- Feszítések : kanszecu-vaza (関節技)

## Dzsúdóversenyek

### A küzdőtér
A küzdelem helyszíne a minimum 14 × 14, maximum 16 × 16 méteres tatami, melynél a küzdőtértől eltérő színnel kell jelölni a biztonsági zónát. A tatami régen nádból, illetve gyékényből készült, hiszen ez borította a japán házak, illetve dódzsók padlózatát, ma már szivacsból, illetve egyéb szintetikus anyagokból készül. Két részre osztható, belső térre, avagy küzdőtérre, illetve a biztonsági zónára.
A belső tér magában foglalja a küzdőteret és a „veszélyzónát” is. A küzdőtér mérete minimum 8 × 8 méter, maximum 10 × 10 méter. A „veszélyzóna” színes (általában piros), kb. 1 méter széles, a szőnyeg szélét képezi, vagy a felületére van ragasztva, és párhuzamos a küzdelem színhelyének oldalaival. Egy-egy kb. 10 cm széles és 50 cm hosszú kék és fehér öntapadó csíkot kell felragasztani a küzdőtér közepére, egymástól mintegy 4 méterre, melyek a versenyzők helyét jelzik a mérkőzés kezdetén, illetve befejezéskor. A kék jel a vezetőbíró jobb oldalán, a fehér a bal oldalán kell hogy legyen.
A biztonsági zóna minimum 3 méter széles. Amennyiben kettő vagy több küzdőtér van együttesen kialakítva, közös biztonsági zóna is használható, melynek 3-4 méter szélesség között kell lennie. A küzdőtér körül legalább 50 cm-es szabad területet kell hagyni.

### Verseny-vezényszavak
- Hadzsime : rajta (初め)
- Mate : állj (待て)
- Josi: folytasd tovább (良し)
- Szonomama : ne mozdulj, állj (待て、そのまま)
- Oszaekomi : leszorítás (抑え込み)
- Toketa : leszorítás megszűnt　(解けた)
- Hantei : döntés (判定)
- Mate szoremade : a küzdelem vége (待て、それまで)
- Maitta : feladás (詣った)
- Hikivake : döntetlen (引き分け)

### Pontozás
- Kinsa (1 pont): legkisebb értékű akció, nem kerül fel az eredményjelző táblára
  - Nevazaban: (寝技番) 1–14 másodpercig tartó leszorítás
- Koka (3 pont) (2009-től megszűnt)
- Júkó (有効) (5 pont): legkisebb értékű akció, amely felkerül az eredményjelző táblára; majdnem vazaari (2017-től 2024-ig szünetelt a használata)
  - Newazaban: 5–9 másodpercig tartó leszorítás
- Wazari (技あり) (7 pont): majdnem ippon (2 vazaari már győzelem)
  - Newazaban: 10–19 másodpercig tartó leszorítás
- Ippon (一本) (10 pont) teljes értékű győzelem
  - Newazaban: 20 másodpercig tartó leszorítás

Megjegyzések:
- A segédpontok nem adódnak össze, de a két vaza Ari Ipponos győzelemmel ér fel.
- A kinsa (1 pont) és koka (3 pont) már nem használatos versenyeken.

### Büntetések
- Első sidó (指導, iránymutatás) → csak megintés (régen is „sido”)
- Második sidó → júkó (régen „csui”)
- Harmadik sidó → vazaari (régen „keikoku”)
- Negyedik sidó – hanszoku make (反則負け) → ippon (régen is „hanszoku make”)
- Leléptetés (警告, kejkoku, figyelmzetetés) (ippon győzelemmel ér fel)

Új szabályzat (2013-tól) általi büntetések:
- Első sidó: nincs büntetés (megintés)
- Második sidó: nincs büntetés (megintés)
- Harmadik sidó: nincs büntetés (megintés)
- Negyedik büntetés: kizárás az adott versenyből (eltiltás)

Új szabályzat (2017-től) általi büntetések:
Első sidó: nincs büntetés (megintés)
Második sidó: nincs büntetés (megintés)
Harmadik sidó: kizárás az adott versenyből (eltiltás)